# Ministério Público Eleitoral
O Ministério Público Eleitoral (MPE) não tem estrutura própria: é composto por membros do Ministério Público Federal e do Ministério Público Estadual. O procurador-geral da República exerce a função de procurador-geral Eleitoral perante o Tribunal Superior Eleitoral (TSE) e indica membros para também atuarem no TSE (subprocuradores) e nos Tribunais Regionais Eleitorais (procuradores regionais eleitorais, que chefiam o Ministério Público Eleitoral nos estados). Os promotores eleitorais são promotores de Justiça (membros do Ministério Público Estadual) que exercem as funções por delegação do MPF.